# Рижский мотозавод
«Са́ркана зва́йгзне» (латыш. Sarkanā zvaigzne — «Красная звезда»), или Рижский мотозавод (РМЗ, латыш. Rīgas motorūpnīca) — бывшее предприятие в городе Риге, Латвия, крупнейший производитель мопедов в Советском Союзе, в 1990 году выпустивший 174 169 единиц техники. Завод располагался у Воздушного моста по нынешней Бривибас гатве, в районе примыкания к ней улицы Кримулдас.
По состоянию на 2018 год часть цехов бывшего предприятия снесена, остальные находятся в запущенном состоянии или превращены в офисные здания.

## История предприятия в досоветский период
Завод был основан как частное предприятие Густава Эренпрейса в 1927 году. До национализации в 1940 году предприятие занималось производством дорожных велосипедов. В 1929—1930 годы оно входило в состав акционерного сообщества «Омега», которое постоянно конкурировало с другой известной рижской фирмой по производству велосипедов в межвоенный период, которая носила название «Латвелло». Что касается последней, то её офис располагался на улице Элизабетес (бывшая Елизаветинская, в советское время — Кирова), 18, а её руководители, Яков Едейкин и Давид Берлин, поставили на широкую ногу изготовление всех без исключения деталей для велосипедов в цехах своего предприятия.
Другим важным производителем велосипедов в Латвии между двумя мировыми войнами было предприятие «Эренпрейс» (lv), третий конкурент на велосипедном рынке страны, в которое и превратился завод после выхода из состава «Омеги» в 1930 году и начала свободного плаванья. Фирма, провозгласившая свою самостоятельность после 1930 года, получила название «Густав Эренпрейс» в честь нового руководителя. На протяжении 1930-х годов фирма специализировалась на изготовлении мужских и женских велосипедов несложной, но удобной в эксплуатации конструкции, которые проходили стадию сборки в Латвии в основном из импортируемых из Англии и Германии деталей (в отличие от уже упоминавшейся «Латвелло», детали которой производились на месте). Эти велосипеды были известны под маркой «Эренпрейс ориджинал» вплоть до начала Второй мировой войны. Торговый договор с СССР позволил предприятию экспортировать в Союз велосипеды. В 1928 году была экспортирована тысяча, а в 1929 году уже 3,4 тыс. велосипедов. В общей сложности за 13 лет (с 1927 по 1940 год) функционирования этого предприятия в истории республики межвоенного периода было выпущено 182 000 велосипедов.
О Густаве Эренпрейсе известно, что он работал главным инженером на своём предприятии, а его технические новинки и оригинальные изобретения обусловили распространённость велосипедов этой марки в том числе и в таких европейских государствах, как Франция, Бельгия, Германия. Его инновационные заслуги создали ему репутацию талантливого мастера-инженера, благодаря чему ему оставили эту должность на предприятии, которым он до этого владел, и после присоединения Латвии к СССР в 1940 году. В 1943 году во время немецкой оккупации ему вернули фабрику, а в 1944 году он был вынужден бежать в Германию.

## История завода до 1961 года
В июне 1940 года предприятие было национализировано советской властью и получило новое название — Рижский велосипедный завод «Саркана звайгзне» («Красная звезда»). Сразу же вступил в силу проект реконструкции главного на тот момент велосипедного предприятия страны, который предполагал постепенный переход к новому уровню производства — 100 000 велосипедов в год. Военное время помешало работе предприятия, хотя Эренпрейс вернулся туда в качестве владельца.
После окончания войны Рижский велосипедный завод успешно возобновил свою деятельность. Первый этап реконструкции «Саркана звайгзне» начался в 1946 году и был завершён 1 апреля 1947 года. Предусмотренная проектная мощность (100 000 велосипедов в год) была достигнута в 1949 году, а уже в 1960 году, например, на фабрике было изготовлено и выпущено 220 000 велосипедов.
В середине 1950-х годов было инициировано перепрофилирование производства Рижской велосипедной фабрики, поскольку велосипед считался явлением обыденным, а во многих европейских городах люди давно познакомились с моторизованными транспортными средствами. Именно к 1958 году инженеры-конструкторы велосипедного завода «Саркана звайгзне» решились на внедрение новшества, и мужские велосипеды марки Рига-16 стали комплектовать мотором Д-4. Мотовелосипед получил название Рига-18. В 1961 году был прекращен выпуск дорожных велосипедов в связи с переориентацией на производство мотовелосипеда «Гауя».
С 1963 года предприятие стало называться Рижский мотостроительный завод «Саркана звайгзне».

## История предприятия в 1980-е годы
В начале 1980-х годов производство на предприятии «Саркана звайгзне» было налажено на довольно высоком уровне, было выпущено 208 400 мопедов разных версий и модификаций («Рига-13», «Рига-22», а также различные спортивные модели мопедов и мотоциклов). Завод специализировался в том числе на запасных частях для мокиков и мопедов, а также для сельхозтехники, производство которых было отлажено на высоком уровне и имело систематический характер. Об этом свидетельствуют и статистические данные, согласно которым общий объём продукции рижского предприятия к 1983 году составил 37,9 миллиона рублей.
С 1984 года предприятие расширило зону экспорта, и его продукция получила «пропуск» в государства с дружественными режимами, такие как Куба, Социалистическая Республика Вьетнам и некоторые другие. Ещё в 1970 году группа работников Рижского мотозавода удостоилась Государственной премии Латвийской ССР за конструирование модификаций «Рига-4» и «Рига-5», а также за налаживание их массового производства и рост производительности труда. С начала 1980-х годов руководство завода много внимания уделяло развитию собственного станкостроения, разработке новых технических решений. В 1990 году, по официальным данным, было произведено 174 169 мопедов и мокиков.

## Последние годы предприятия
После окончательного восстановления государственной независимости Латвии, в условиях общего угасания промышленности СССР, мотозавод «Саркана звайгзне» переживал спад производства. Несмотря на то, что «Саркана звайгзне» внешне безболезненно вступила в новую эпоху, сменив название на «Рижский мотозавод», деятельности предприятия препятствовала специализация, направленная на производство исключительно мопедов. Государственные индустриальные ведомства начали готовить планы реформ производства, которые предполагали переход к производству новых транспортных средств. В связи с тем, что установки дирекции предприятия так и не были реализованы, на мотозаводе наступил промышленный кризис, который привёл к закрытию предприятия в 1998 году.
Однако вплоть до последних лет существования завода у его конструкторов появлялись новые идеи. В частности, в начале 1990-х был сконструирован миниатюрный трицикл «Пони», который отличался простотой конструкции и был не сложен в обращении; он предназначался для транспортировки грузов, а объём его двигателя не превышал 50 кубических сантиметров, что позволяло ездить на нём даже при отсутствии водительских прав. Другим, фактически последним в истории предприятия изобретением был складной мопед «Мини», бак с бензином которого мог быть легко отсоединён от корпуса. Также известны мопеды модели «Манки» и «Босс», созданные по заказу партнёров из Великобритании. В 1998 году, перед самым закрытием фабрики, увидело свет её последнее детище — компактный мопед марки «Фора».
В настоящее время многие образцы мотостроительного дела, разработанные на «Саркана звайгзне», хранятся в мотомузеях различных стран мира, а также в частных коллекциях.

## Модельный ряд

### Мопед «Рига-18»
Первый мопед появился в Риге в 1958 году и получил название «Рига-18». Ранее свою конструкцию мопеда, В-901, разработал Харьковский велозавод. На велосипеде был установлен двигатель Д-4, изготовленный на ленинградском заводе «Красный Октябрь». Мопед «Рига-18» увидел свет благодаря главному конструктору «Красной звезды» Юрию Веллеру. После этого стало понятно, что настал момент полностью перепрофилировать производство на «Красной звезде» — велосипедный «промысел» был отдан на откуп другим заводам, а на «Звезде» было принято решение окончательно и бесповоротно перейти на конвейерный выпуск мопедов, которые очень быстро приобрели популярность у молодого населения не только Латвийской ССР, но и всего СССР.

### Мопед «Рига-1»
В 1961 году было решено прекратить выпуск дорожных велосипедов в связи с переориентацией производства на заводе. Именно тогда завод приступил к производству мотовелосипеда «Гауя» в дополнение к ранее (в 1960 году) начатому производству мопеда «Рига-1». Эта модель была снабжена моторами, производимыми на чешском предприятии «Ява», а в качестве технического прототипа конструкторы завода решили использовать мопеды немецкого производства марки «Simson». Впоследствии создавались различные модификации, такие как «Рига-5», «Рига-7» и другие.
В 1962 году на предприятии с переориентированным производством было выпущено 27 000 мопедов марки «Рига-1», которые экспортировались не только в другие республики СССР, но и в страны СЭВ. Для сравнения в области статистики: в историческом для завода 1960 году путёвку в жизнь получили 11 мопедов, в следующем 1961 — уже 5000 моторизованных транспортных средств, а через четыре года, в 1965, завод выпустил с конвейера 90 000 мопедов «Рига-1».

### Спортивные модели
Работу над спортивными мотоциклами для шоссейно-кольцевых мотогонок в специализированном КБ завода начали в 1960-е годы. Первоначально форсировали двигатель серийного мопеда, что было непростой задачей на таком миниатюрном агрегате. И вскоре на гоночной модели СЗ—50 в 1964 году была достигнута скорость 105 км/ч.
Выяснив в процессе испытаний, что двигатель с воздушным охлаждением не сможет выдержать тепловое напряжение при последующем увеличении мощности, разработку специального двигателя с более высокими мощностными характеристиками поручили НИИмотопрому, тогда как КБ «Саркана Звайгэне» взяло на себя разработку экипажной части и финальную доводку машины в целом. На созданном в 1972 году новом мотоцикле «Рига—15С» с двигателем ШК—50, мощностью 13— 13,5 л. с./9,6—9,9 кВт, гонщики Э. Борисенко и А. Смертьев показали хорошие результаты (по мнению представителей завода) на первенствах Латвийской ССР и СССР, и на отдельных этапах чемпионата мира.
На соревнованиях 1976—1979 годов стартовали модернизированные мотоциклы, с индексом «Рига— 17С», которые развивали мощность 16—16,5 л. с./11,8— 12,1 кВт при 15 000 об/мин и достигали скорости 153 км/ч. Совершенствование силового агрегата шло в направлении более выгодного распределения мощности двигателя по оборотам, снижения потерь на трение. Конструкторы корпуса поставили задачу улучшить аэродинамику машины, сократив на 30 % лобовую площадь и снизив на 10 % коэффициент обтекаемости. Применение современных лёгких материалов позволило существенно снизить массу машины, с 62 до 55 кг.
Гоночная модель «Рига—21С» являлась развитием двух предыдущих моделей, с литыми колесными дисками и двигателем мощностью 18 л. с. / 13,2 кВт.